# شعب أوفامبو
شعب أوفامبو (تُلفظ بالألمانية: [ovambo]  ( سماع))، ويسموّن أيضًا، أمبو، آوامبو (ندونغا، نغهاندجيرا، كوامبي، مابلانتو)أو (كوانيما)، هي مجموعة عرقية جنوب أفريقية. وهم أكبر مجموعة عرقية في ناميبيا، يتواجدون في المناطق الشمالية. ويوجدون أيضًا في مقاطعة كونين بجنوب أنغولا حيث يسمون هناك باسم أمبو (أكثر شيوعًا). يتكون شعب الأوفامو من عدد من قبائل البانتو التي تعيش في ما كان يُسمى سابقًا أوامبولاند.ويمثلون حوالي خمسين في المئة من سكان ناميبيا، هي أكبر مجموعة عرقية في ناميبيا. في أنغولا، هم أقلية، ويمثلون حوالي 2 في المئة من مجموع السكان أنغولا.